# Ângelo Victoriano
Ângelo Victoriano, né le 8 février 1968 à Luanda en Angola portugais et mort le 13 avril 2024 dans la même ville, est un joueur et entraîneur angolais de basket-ball. Il évolue au poste de pivot.

## Biographie
Ângelo Victoriano est le frère d'Edmar Victoriano et de Justino Victoriano.

### Carrière
Ângelo Victoriano est apparu dans quatre équipes olympiques angolaises de basket-ball (en 1992, 1996, 2000 et 2004), en tant que capitaine lors de sa dernière apparition. Au niveau des clubs, il a remporté un total de 11 titres de champion national, un avec l'ASA, quatre avec Petro Atlético et six avec Primeiro de Agosto. Il a remporté dix Coupes d'Angola, huit Supercoupes et deux Championnats d'Afrique des Clubs avec Primeiro de Agosto. Ses frères, Edmar Victoriano et Puna Victoriano, ont également joué pour l'équipe nationale angolaise de basket-ball. Victoriano était le seul joueur africain à avoir remporté huit championnats FIBA Afrique, devant Jean-Jacques Conceição et Carlos Almeida, tous deux avec sept.

## Palmarès
- Champion d'Afrique 1992, 1999, 2001, 2003, 2005